# Brad Smith (avvocato)
Bradford Lee Smith (Milwaukee, 17 gennaio 1959) è un avvocato e dirigente d'azienda statunitense.
Dal 2021 è vicepresidente di Microsoft Corporation, di cui ha rivestito in precedenza anche i ruoli di presidente nel 2015 e di vicepresidente senior e consigliere generale dal 2002 al 2015.

## Biografia

### Primi anni e studi
Nato a Milwaukee (nello stato americano del Wisconsin) il padre era un ingegnere e manager presso la Wisconsin Bell. 
Smith ha frequentato la Appleton West High School di Appleton per poi laurearsi successivamente alla Woodrow Wilson School of Public and International Affairs nel 1981.
Durante gli studi alla Princeton University incontra per la prima volta la sua futura moglie Kathy Surace-Smith, anch'essa studentessa universitaria. Proseguono gli studi alla Columbia Law School laureandosi insieme nel 1981. Si sposarono nel 1983, continuando insieme a studiare diritto presso il Graduate Institute of International Studies in Svizzera fino al 1985, anno in cui ritornano a Columbia. I due hanno un figlio nato nel 1992 e una figlia nata nel 1995.

### Carriera lavorativa e Microsoft
Inizialmente ha lavorato al fianco del giudice federale degli Stati Uniti Charles Miller Metzner come impiegato locale. Successivamente lavorò presso lo studio legale Covington & Burling di Washington DC. Nel 1993 è diventato socio dello studio software di Covington dopo diversi anni di gestione a Londra.
Nel 1993 entra a far parte della Microsoft Corporation per supervisionare e gestire i casi di antitrust dell'azienda. Nel corso degli anni novanta ha rivestito i ruoli di viceconsigliere generale e di leader del team degli Affari legali.
Nel 2002 assume la carica di consigliere generale e vicepresidente senior. Nel 2001 ha scagionato Microsoft dalle accuse di monopolio nella battaglia antritrust contro gli Stati Uniti, causata dalla presenza del browser web Internet Explorer nel sistema operativo Microsoft Windows.
Nel 2014, Smith era il membro più longevo dell'alta dirigenza di Microsoft ed era considerato un "ambasciatore de facto per l'industria tecnologica nel suo insieme". Ha intentato quattro distinte cause legali per la difesa dei dati dei clienti contro il governo degli Stati Uniti tra il 2013 e il 2016 ed è stato un importante sostenitore di Apple quando l'FBI ha chiesto di sbloccare l'accesso agli iPhone. È stato in grado di organizzare una coalizione di sorveglianza governativa riformista che includeva concorrenti come Google, Yahoo! e Apple che si sono schierati con Microsoft nella causa Microsoft Inc. contro Stati Uniti, un caso posto originariamente nel 2013 che metteva in discussione il diritto degli Stati Uniti di accedere alle e-mail archiviate degli utenti irlandesi. Lo stesso anno viene nominato dalla National Law Journal uno dei "100 avvocati più influenti d'America".
Nel 2015 Smith è stato promosso come presidente e chief legal officer da parte dell'amministratore delegato Satya Nadella. Successivamente ha deciso di creare un ramo della società dedicata alla beneficenza sotto il nome di Microsoft Philanthropies, riuscendo a donare decine di milioni di dollari a rifugiati ed organizzazioni educative.
Nel 2017 ha richiesto una convenzione digitale di Ginevra, ritenendo necessario un intervento contro la Corea del Nord, principale causa dell'attacco ransomware WannaCry che colpì il servizio sanitario degli Stati Uniti e i sistemi operativi Windows.
Nello stesso anno, ha stretto un accordo tra Microsoft e l'Ufficio dell'Alto Commissariato delle Nazioni Unite per i diritti umani, donando 5 milioni di dollari in cinque anni per sviluppare tecnologia a sostegno del lavoro dell'Ufficio sui diritti umani.
Smith è stato il responsabile di due progetti avviati da Microsoft al fine di migliorare la tecnologia nelle zone rurali degli Stati Uniti: la Rural Airband Initiative, che punta a diffondere Internet a banda larga in 12 stati utilizzando le frequenze televisive e il programma TechSpark per investire in posti di lavoro tecnologici in varie aree rurali e urbane a partire dal Nord Dakota e dal Wisconsin.

### Beneficenza e servizi alla comunità
Smith è a capo dell'organizzazione no-profit Kids in Need of Defense (KIND), che ha fondato insieme all'attrice Angelina Jolie nel 2008. Questa organizzazione fornisce assistenza legale gratuita e professionale ai bambini di strada immigrati a rischio di deportazione. Questo fondo è sponsorizzato da Microsoft e finanzia le attività degli studi legali in questo settore.
Dal 2009 al 2016, Smith è stato presidente e membro fondatore del Leadership Council on Legal Diversity, un'organizzazione di avvocati senior e soci gestori di studi legali che promuove la diversità nella professione legale.
Nel 2011 insieme alla moglie Kathy Sareis-Smith, ha guidato la campagna per la rete di associazioni no profit United Way nella Contea di King (Washington), raccogliendo ben 120 milioni di dollari. La moglie è il copresidente della loro alma mater Columbia Law School e nel 2017 ha ospitato una raccolta fondi scolastica, donando 1,25 milioni di dollari alla Columbia Human Rights Clinic.